# Kartell lyrischer Autoren
Das Kartell lyrischer Autoren war ein Interessenverband von Lyrikern in Berlin von 1902 bis 1933.

## Geschichte
1902 wurde das Kartell lyrischer Autoren in Berlin gegründet. Die Initiative dafür ging von Arno Holz aus, der von Richard Dehmel bei der Entstehung unterstützt wurde. Weitere Unterzeichner des Gründungsaufrufs waren Detlev von Liliencron, Hugo von Hofmannsthal, Otto Julius Bierbaum, Carl Busse und Gustav Falke. Das wichtigste Ziel war es, für den Abdruck von Gedichten in Anthologien und Zeitungen Zeilenhonorare zu erhalten, was bisher nicht üblich war. Die organisatorische Abwicklung wurde vom Allgemeinen Schriftstellerverein mit Max Hirschfeld unterstützt.
Dem Kartell traten bald zahlreiche Lyriker bei, darunter auch kurzzeitig Rainer Maria Rilke und Christian Morgenstern, 1903 gab es 73 Mitglieder, 1905 über 100 und 1919 165.
Anthologien mit Gedichten verschiedener Autoren wurden in dieser Zeit im Deutschen Reich wesentlich häufiger verkauft, als Bände einzelner Dichter.
Es gelang nach einigen Jahren, für den Abdruck in Anthologien und Zeitungen ein Zeilenhonorar von 25 Pfennig je Auflage zu erhalten.
Dies benachteiligte aber Lyriker, die nicht dem Kartell beigetreten waren, und deshalb nicht in Anthologien aufgenommen wurden, wenn der Verleger ein Pauschalhonorar an das Kartell zahlte und dafür nur dessen Mitglieder berücksichtigte.
Auch stiegen die Preise für Gedichtanthologien, was den Absatz erschwerte. Ob ein wesentliches Ziel des Kartells erreicht wurde, dass stattdessen mehr Einzelbände mit Gedichten gekauft wurden, ist nicht bekannt.
Nach 1919 verschlechterte sich der Verkauf von lyrischen Werken in Deutschland erheblich, was die Position des Verbandes schwächte. 1929 bildete er ein gemeinsames Präsidium und Organisationsstrukturen mit dem Bund Deutscher Lyriker im Schutzverband Deutscher Schriftsteller. 1933 wurden sie dem Reichsverband Deutscher Schriftsteller eingegliedert.

## Publikationen
Das Kartell lyrischer Autoren gab 1930 und 1931 Anthologien mit Texten von Mitgliedern heraus.